# Banco de España
Banco de España (BdE) är Spaniens centralbank. Den grundades år 1782 (av Karl III av Spanien) och har sitt säte i Madrid. Sedan införandet av euron i Spanien den 1 januari 1999 utgör BdE en del av Eurosystemet. Centralbankschef är Pablo Hernández de Cos.